# ISO 19115
La norme ISO 19115 est une norme de référence pour l'information géographique dans le domaine des métadonnées.
Cette norme est notamment utilisée en agriculture pour le registre parcellaire graphique.